# Friedrich Spanheim

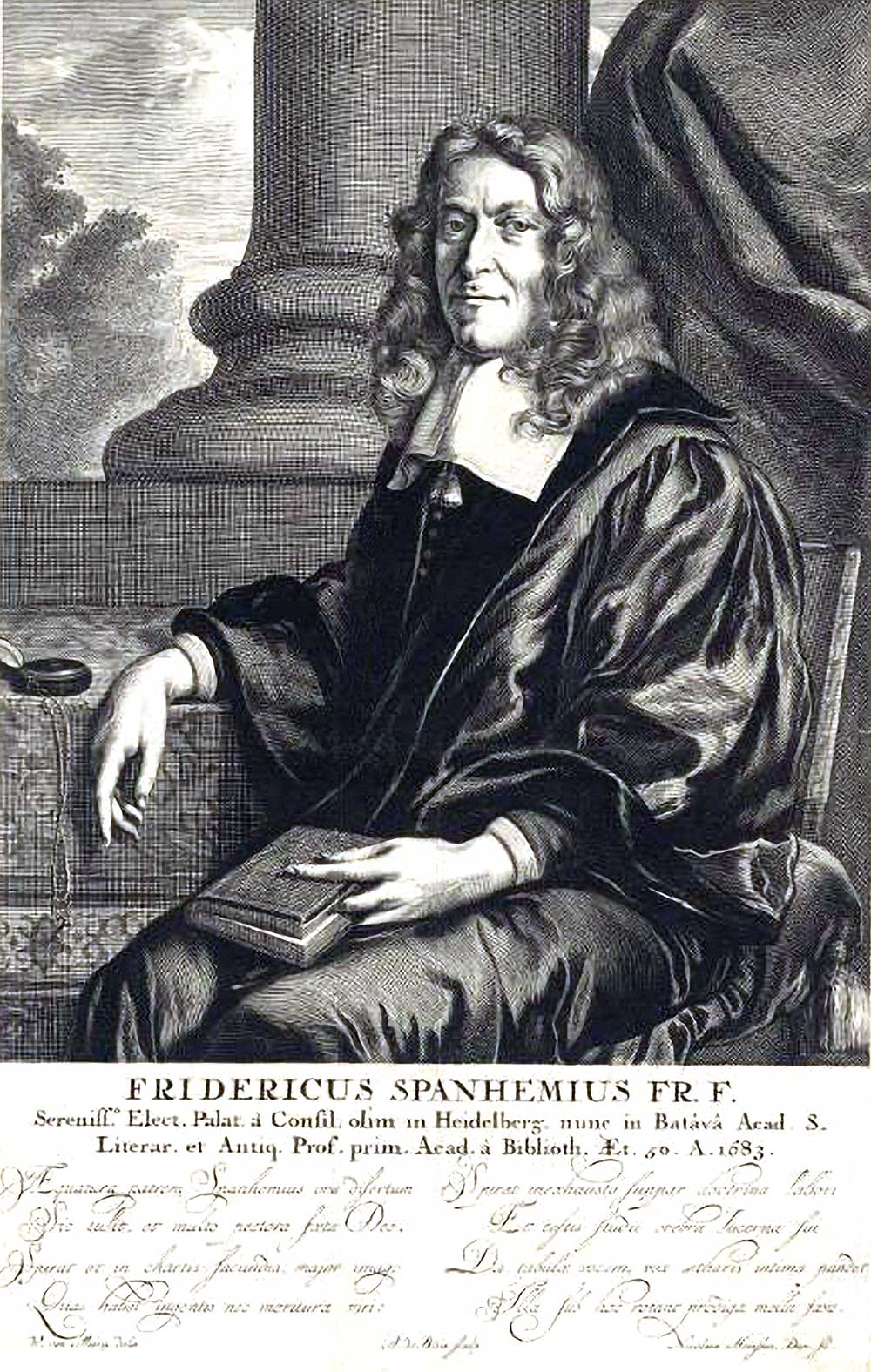
Friedrich Spanheim der Jüngere

Friedrich Spanheim (* 1. Mai 1632 in Genf; † 18. Mai 1701 in Leiden) war ein deutscher Kirchenhistoriker.

## Leben
Der Sohn des Friedrich Spanheim der Ältere, studierte an der Universität Leiden, wo er sich unter dem Vorsitz von Abraham Heidanus am 17. Oktober 1648 den akademischen Grad eines Magisters der Philosophie erwarb. Danach absolvierte er unter Jacobus Trigland der Ältere, Claudius Salmasius, Abraham Heidanus (1597–1678) und Johannes Coccejus theologische Studien. Nachdem er 1655 einen Ruf an die Universität Heidelberg als Professor der Theologie erhalten hatte, promovierte er in Leiden mit der Abhandlung Dissertatio theologica de quinquarticulanis controversiis pridem in Belgio agitatis zum Doktor der Theologie.
1656 folgte er der Berufung nach Heidelberg, wo er am 26. Oktober mit der Einführungsrede de divina Scriptuarum origine et authoritate contra profanos sein Amt antrat. In Heidelberg übernahm er 1660 auch das Rektorat der Hochschule. 1670 folgte er einer Berufung als Professor der Theologie nach Leiden, wo er 1671 auch die Kirchengeschichte unterrichtete. Ab 1672 bis 1701 war er auch Bibliothekar der Universitätsbibliothek Leiden. Spanheim beteiligte sich auch an den organisatorischen Aufgaben der Leidener Hochschule und war in den Jahren 1673/74, 1680/81, 1687/88, 1692/93 Rektor der Alma Mater. Nachdem ihn 1695 eine schwere Krankheit erfasst hatte, starb er schließlich 1701.
Spanheim war der Lehrer des späteren Krönungsbischofs Friedrichs I. von Preußen, Benjamin Ursinus. Spanheim war drei Mal verheiratet. Seine erste Ehe schloss er im Juni 1657 mit Elisabeth Bilderbeek († 1668). Seine zweite Ehe schloss er 1669 mit Catharina du Fay († 1679) und seine dritte Ehe schloss er 1680 mit Ursula von Heimbach († 1683).
Seine Werke erschienen, mit Ausnahme der in französischer Sprache geschriebenen, in 3 Bänden (Leid. 1701–1703).

## Werke (Auswahl)
- Sermo academicus pro commendando studio sacrae Antiquitatis, recitatus in Academia Leidensi cum praelectiones Historicas auspicaretur Anno 1672.
- Geographia Sacra Ecclesiastica s. Introductio ad Geographiam sacram. Leiden 1679, Leipzig 1704.
- Chronologia Sacra. Leiden 1683 mit Historia Ecclesiastica Veteris et Novi Testamenti, früher herausgegeben unter dem Titel: Introductio ad Historiam et Antiquitates Sacras Leiden 1672 und Introductio ad Chronologiam et Historiam Sacram, praecipue christianam, ad tempora proxima Reformationis, cum necessariis castigationibus Caesaris Baronii. Leiden 1683.
- Summa Historiae Ecclesiasticae a Christo nato ad Saeculum XVI inchoatum, Praemittitur Doctrina temporum cum Oratione de Christianismo degenere. Leiden 1689.
- Historia Jobi, sive de obscuris ejus Historiae commentarius,cum Appendice de voto Jephtae. Genf 1670, Leiden 1672.
- Tractatus de Autore Epistolae ad Hebraeos, cui accedit Exercitatio Academica de Historiae Evangelicae scriptoribus et sigillatim de Marco Evangelista. Heidelberg 1659.
- Dissertatio De Apostolis duodecim et Apostolatu scricte dicto.
- Dissertatio De conversionis Paulini Epocha, deque Pauli Historia et nomine.
- Dissertatio De ficta profectione Petri Apertoli in urbem Romam, de que non una Traditionis.
- Desquisitio Tripartita de traditis antiquissiomis conversionibus Lucii Bretonum Regis, Iuliae Mammeae Augustae et Philippi Imperatoris, Patris et Filii.
- Dissertatio De sensu canonis sexti concilii Nicaeni primi, deque juribus veterum Metropoleôn et Romani Patriarchatus.
- Dissertatio De Ecclesiae Graecae et Orientalis à Romana et Papali in hunc diem perpetua dessensione, adversus Allatium, Arcudium Echellensem etc.
- De ficta collatione Imperii in Carolum Magnum per Leonem III Romanum Pontificem contra Baronium et nuperas Hyperaspistas.
- De Papa foemina inter Leonem IV et Benedictum III, Disquisitio Historica. Leiden 1691, (Amsterdam) 1694, 1720.
- Historia imaginum restituta praecipue adversus Ludovicum Maimburgium et Natalem Alexandrum. Leiden 1680.
- De ritu impositionis manuum in Ecclesia, ac degenere ejus usu, Diatriba.
- De ritibus quibusdam, praecipue sacramentalibus, in Ecclesia vetere ac praecatoriis, Diatriba, ducens ad prudentiam Christianam circa eorum in Protestantium Ecclesias dissonantium.
- De novissimis circa res sacras in Belgio dessidiis. Leiden 1677.
- Epistola ad amicum de Praefationis Frisiae accusationibus, cum animadversionibus necessariis ad Censaras, Fictiones et Contumelias famosae scriptionis Johannis van der Wayen. Utrecht 1684.
- Animadversiones de Ecclesiarum Politia varia et libera deque Anglicano Episcopatu, adversus fictiones nuperi criminatoris. Leiden 1634.
- Judicium expetitum super dissidio Anglicano, et capitibus, quae ad unionem, seu comprehensionem faciunt met een brief van zijn vader aan Daniël Buchananas, over hetzelfde onderwerp.
- De divina scripturarum origine et auctoritate contra Profanos oratio. Heidelberg 1657.
- De Doctore Theologo.
- De auditoriis veterum.
- De dissidiis theologorum eorumque causis. Heidelberg 1660.
- Super excessu Elisabethae, Palatini Electoris Matris Regiae.
- De Prudentia Theologi.
- De sacrarum Antiquitatum praestantia.
- De erigendis animis in hac Reip. Batavae constitutione oratio. Leiden 1672.
- Oratio de Belgicae restitutae admirandis. Leiden 1674.
- De Cometarum et naturae totius admirandis.
- Oratio funebris in obitum Antonii Hulsii, in Academia Lugduno-Batava Graecae linguae Professoris.
- De Bibliothecae Lugduno-Batavae novis auspiciis oratio.
- De degenere Christianismo oratio. Leiden 1688.
- Allocutio ad Wilhelmum Britauncae Regem et Mariam ejus Conjugem. Leiden 1689.
- De corruptis emendandisque studiis oratio.
- Laudatio funebris Mariae, Reginae Britanniae.
- Dedicationes et Inscriptiones vindiciarum Biblicarum, sive examinis locorum controversorum veteris Testamenti Libri tres. 2. Bde. Heidelberg 1663, 1. Bd. Leiden 1685.
- Exercitatio Academica in capat septimum Epistolae Pauli ad Romanos.
- Diatriba de veterum propter mortuos Baptismo in 1 Cor. XV:21. Leiden 1673.
- Observationes in Leviticum Historiae, Typicae et Morales Selectarum de Religione Controversiarum, etiam cum Graecis et Orientalibus, et cum Judaeis nuperisque Anti scripturariis Elenchus Historico-Theologicus. Leiden 1687, Amsterdam 1694, 1701, Basel 1714.
- Specimen stricturarum ad libellum nuperum Episcopi Condomiensis, cum Praefatione supplemento. Accedit de praescriptionis jure adversus novos Methodistas, Exercitatio Academica. Leiden 1681.
- Xenia Romana-Catholicoram justo pretio aestimata, et Xeniis Protestantium pari affectu relata. Auctore Timotheo Philaletho.
- Lettre à un Ami sur les Motifs, que ont porté un Reformé à se rendre de la communion de Rome, ou l'on repond aux illusions d'une nouvelle Méthode.
- Disputatio Inauguralis de Quinquarticulanis controversiis pridem in Belgio agitatis.
- Collegium Theologicum (Theses).
- Decades Theologicae octo (Theses).